# 호호캄

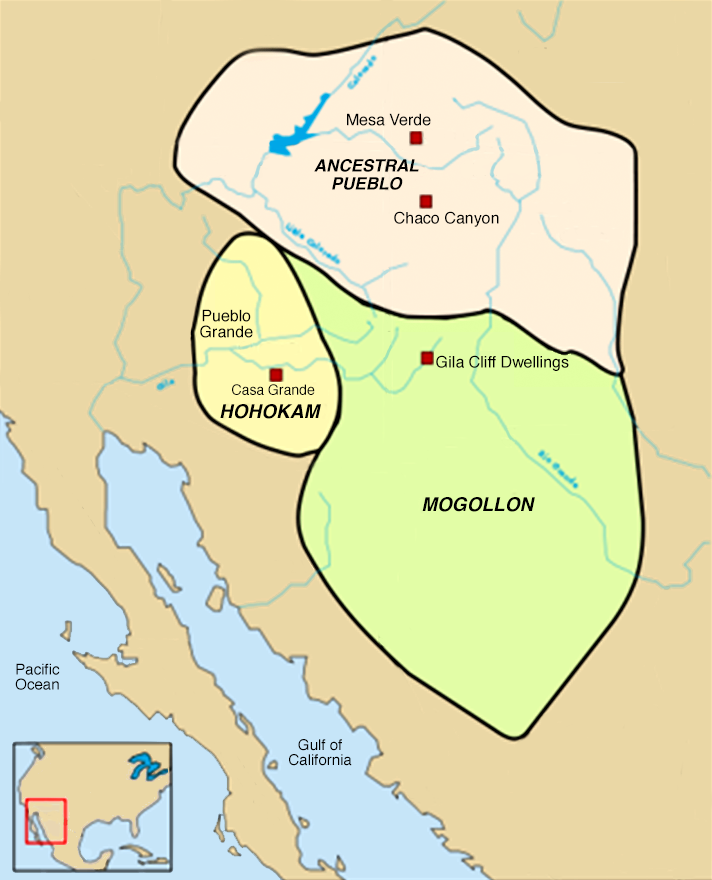
1350년경 호호캄과 이웃 부족의 지도

호호캄은 현재 미국 애리조나주 중남부와 멕시코 소노라에 해당하는 건조한 소노라 사막(Sonoran Desert)에 살았던 선사 시대 원주민이 서기 300년에서 1500년 사이에 이룬 문화이다. 전해오는 구전에 따르면 호호캄 사회를 이룬 원주민은 지금의 애리조나 남부에 거주하고 있는 피마(Pima)와 토호노오오담(Tohono O'odham) 인디언의 조상으로 믿어진다.
호호캄 사람들은 오늘날 피닉스 인근지역을 흐르는 힐라(Gila)강과 솔트(Salt)강 주변에 강물을 이용하는 총길이가 천 마일에 달하는 관개용 수로를 만들어 사막을 옥토로 바꾸어 농업에 커다란 성과를 거두었다. 그러나 어떤 이유인지 1,400년 경에 갑자기 호호캄 사람들은 사라져 버렸다. 호호캄(Hohokam)이라는 단어는 피마(Pima) 인디언 언어로 “사라진 사람들”을 의미한다고 한다. 1276-99년에 걸쳐 있었던 대가뭄과 약 1450년까지 지속된 적은 강우량이 이 들이 이곳을 떠나버린 이유로 고고학자들은 추측하고 있다.